# Johann Oberreiter
Johann Oberreiter (* 8. Mai 1807 in Dienten am Hochkönig; † 26. Juli 1865 in Salzburg) war ein österreichischer ernannter Bürgermeister von Werfen und Lebzelter. Bekannt wurde er als Giftmörder, der zum Tod durch den Strang verurteilt wurde. Seine Hinrichtung war die letzte im 19. Jahrhundert in Salzburg.

## Leben

### Ausbildung, Familie und Beruf
Johann Oberreiter wurde 1807 in Dienten am Hochkönig geboren und erlernte später in Radstadt den Beruf eines Lebzeltners. 1833 begann er als Geselle bei der verwitweten Maria Schintelmaißer, deren Mann Lebzeltner gewesen war, zu arbeiten. Er trat den Dienst an in der Hoffnung, die wohlhabende Witwe heiraten zu können. Bald konnte er Maria Schintelmaißer ehelichen. Die Familie Johann und Maria Oberreiter wuchs, sie bekamen zwei Töchtern und zwei Söhne, eine erste Tochter hatte Maria in die Ehe mitgebracht. Der Hausstand Oberreiter war wohlhabend und im Ort angesehen, wiewohl Maria als cholerisch galt und ihre Kinder angeblich vernachlässigte. Johann Oberreiter wurde 1843 zum Bürgermeister von Werfen ernannt, er hatte dieses Amt bis 1848 inne. Am 25. Mai 1855 starb seine Frau im Alter von 49 Jahren. Oberreiter wurde danach zum Alleinbesitzer von Haus und Betrieb. In den folgenden Jahren verschuldete er sich. Am 8. März 1859 heiratete er die 38 Jahre alte Chirurgenwitwe Anna Meneweger. Diese Ehe blieb kinderlos. Seine wirtschaftliche Lage blieb weiter angespannt. Gläubiger forderten ständig die Rückzahlung von Schulden, wozu er nicht in der Lage war, und die Banken wollten ihm keine weiteren Kredite bewilligen.

### Straftaten und Verurteilung
Am 26. April 1864 verstarb seine Stieftochter Eva Schintelmaißer und am 17. Mai seine Tochter Barbara Oberreiter. Den im Ort aufkommenden Gerüchten, sie seien wie schon die erste Ehefrau von Oberreiter vergiftet worden, schenkte seine Frau Glauben und zeigte ihn bei der Polizei an. Sie berichtete der Polizei auch, dass sie schon länger beobachte, dass er seiner Stieftochter „etwas Schädliches beibrachte“. Als Motiv wurde im Dorf vermutet, dass Johann Oberreiter sich überfordert sah, seinen Kindern die von seiner ersten Frau vermachten 500 Gulden sowie das mit einer Hypothek zugunsten der Kinder belastete Haus auszubezahlen. Seine Kinder waren fast alle mehr oder weniger schwer sowohl geistig als auch körperlich eingeschränkt, womit der Vater wahrscheinlich selbst physisch und auch psychisch überlastet war. Eva litt seit 1862 an Durchfall und Erbrechen. Auch weil sie „durch gichtisches Leiden ganz verkrüppelt“ war, fand ihr behandelnder Arzt an ihrem frühen Tod nichts Auffälliges und sie wurde ohne weitere Untersuchungen bestattet. Nachdem dann aber nur drei Wochen später auch Barbara starb, die ähnliche Symptome von Durchfall und Erbrechen vor ihrem Tod gezeigt und nach deren Tod Oberreiter auffällig auf eine möglichst rasche Beerdigung gedrängt hatte, erstattete Anna Oberreiter Anzeige. In dieser äußerte sie die Vermutung, die zwei Töchter seien mit Grünspan vergiftet worden. In der folgenden Obduktion wurde eine Arsen-Vergiftung festgestellt.
Oberreiter gestand anfangs, seinen Töchtern das Arsen mit Met verabreicht zu haben, das Gift habe er von einem wandernden Wachsziehergesellen als Wachsklärungsmittel erhalten. Er gab in den ersten Verhören an, seinen Opfern nur eine kleine Menge verabreicht zu haben, um ihnen ihre Leiden abzukürzen, da sie auf alle Fälle gestorben wären. Im weiteren Verlauf des Verfahrens widerrief er diese Aussage und änderte sie auch mehrfach ab.
Um den Verdacht abzuklären, ob er auch seine erste Frau ermordet habe, wurde diese exhumiert und ebenfalls auf Hinweise für eine Vergiftung obduziert. In ihrem Körper wurden ebenfalls Arsenspuren gefunden, die allerdings auch in einem beigelegten Blumenbouquet zu finden waren. Die Gerichtsmediziner konnten sich damals nicht eindeutig festlegen, ob das Gift von der Leiche auf die Blumen oder von dieser, welche mit arsen- und kupferhaltigen Färbemitteln behandelt waren, auf die Leiche übergegangen sei.
Am 27. Februar 1865 begann der Prozess gegen Oberreiter vor dem Landesgericht Salzburg. Bis zum 4. März wurde der Fall vor mit Publikum überfüllten Besucherrängen an fünf Gerichtstagen, die meist von 9.00 Uhr bis 20.00 Uhr dauerten, verhandelt. Nach einem Tag Beratung sprach das Gericht Oberreiter schuldig, seine Töchter vergiftet zu haben. Vom Vorwurf des Meuchelmords an seiner ersten Frau wurde er aus Mangel an Beweisen freigesprochen. Verurteilt wurde er zum Tode durch den Strang. Das Urteil war das letzte vollstreckte Todesurteil in Salzburg im 19. Jahrhundert.
Sein Haus in Werfen ist heute Bestandteil des Hotels und Restaurants von Karl und Rudolf Obauer.

## Zeitgenössische Berichte
Aimé  Wouwermans veröffentlichte noch 1865 ein Buch zu dem Fall. In diesem meinte er, dass Oberreiter wegen seiner äußeren Erscheinung kaum wie jemand aussehe, dem man einen Mord zutraue. Er habe das schleichende, kriechende Wesen eines Reptils, welches seine Opfer erst mit dem Blick fixiere, um dann ruckartig anzuschleichen zu einer Stelle, die ihm zu Angriff und Verteidigung am geeignetsten erscheine. Nur in wenigen Momenten habe man an undeutlichen Zeichen eine innere Erregung bei ihm bemerkt. Wie vor Gericht gezeigt, habe er wohl früher auf seine Mitbürger gewirkt: „Ruhig nach Außen (und) krankhaft aufgeregt im Innern“.
Der Neue  bayrische Kurier hatte umfangreich über den Prozess berichtet. Unter anderem steht dort geschrieben, dass Anna Oberreiter nicht mehr gegen ihren Mann ausgesagt hat, da ihr der Pfarrer davon abgeraten hatte, weil er doch „immer noch (ihr) Mann sei“. Von seinen Mitgefangenen wurde Oberreiter laut der Zeitung als Heuchler bezeichnet. Einem habe er gesagt, dass ihm vier oder fünf Jahre Zuchthaus nichts ausmachen würden. Zum Prozessabschluss wurde bemerkt, dass Oberreiter trotz erdrückender Indizienbeweise freigesprochen worden wäre, hätte er nur seine Frau ermordet. Und dies nur, weil „eine liebende Hand“ den kontaminierten Blumenstrauß mit in den Sarg gelegt hätte.
Im Augsburger Tagblatt wurde unter anderem berichtet, dass Oberreiter seinen verschuldeten Betrieb sanieren wollte, indem sein Sohn eine reiche Braut heiraten sollte. Durch die älteren kränklichen ledigen Schwestern im Haus ließe sich aber keine solche finden. Dort wurde berichtet, dass seine Mitgefangenen ihn einen Betbruder nannten.
Die Obduktionen und Untersuchungen der im Haushalt und in der Kleidung von Oberreiter beschlagnahmten Gegenstände auf Arsen und andere Gifte wurden intensiv mit mehreren mehrseitigen Artikeln in der Fachpublikation Wiener medizinische Presse: Organ für praktische Ärzte. geschildert.